# Синагога Хурва
Хурва (івр. בית הכנסת החורבה) — історична синагога, розташована в єврейському кварталі Старого міста Єрусалима. За свою історію будівля неодноразово зазнавала руйнувань, за що й отримала назву Хурва (івр. החורבה «руїни»).

## Історія
Перша ашкеназька синагога на Святій землі з часів руйнування Другого Храму з'явилась у XV ст. На місці майбутньої синагоги знаходився «Ашкеназький двір» — земельна ділянка викуплена євреями-ашкеназами у родини א-שרף. Наприкінці XV ст. синагога була зруйнована. Жодних її зображень не зберіглось, але збереглись письмові згадки.
На початку XVIII ст. на місці старої синагоги послідовники кабаліста Єгуди Хасида побудували нову. У 1721 році вона була зруйнована мусульманами. Синагога пролежала в руїнах понад 140 років, поки не була відбудована у 1864 році зусиллями рабина Авраама Шломо Залмана Цорефа. 
Синагога під назвою «Хурва» була головною синагогою ашкеназьких євреїв Єрусалима до 1948 року, коли під час Першої арабо-ізраїльської війни її зруйнували війська Арабського легіону. 
У 1967 році, після звільнення ізраїльською армією Східного Єрусалима, було розроблено кілька проектів відновлення синагоги. У 1977 році на її місці була побудована пам'ятна арка, а вже у 2000 році Уряд Ізраїлю затвердив план будівництва нової синагоги, яка мала бути копією будівлі XIX ст. 
Відкриття нової синагоги відбулось 15 березня 2010 року.

## Галерея

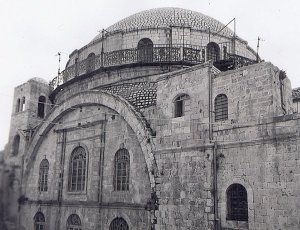
Північний фасад, 1930 рік
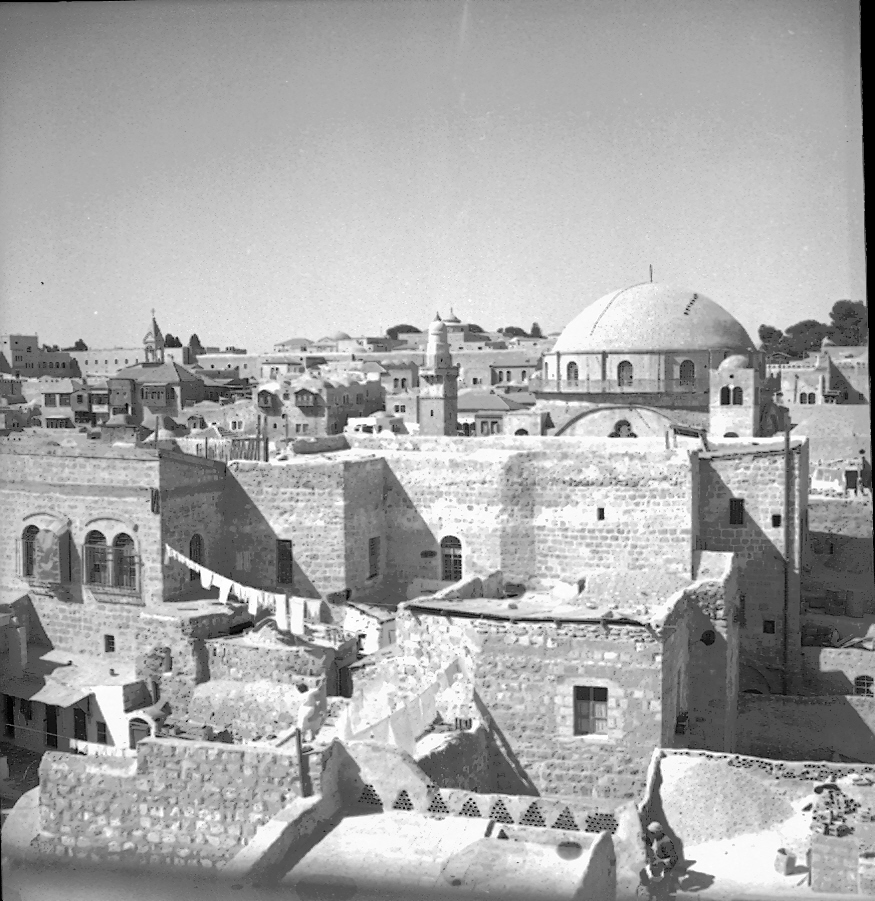
Синагога Хурва у 1934 році
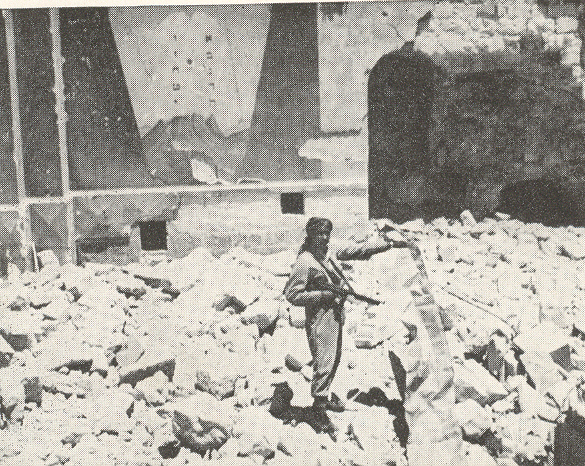
Воїн Арабського легіону серед руїн синагоги, червень 1948 року
Руїни синагоги у 1967 роціРуїни синагоги у 1967 році
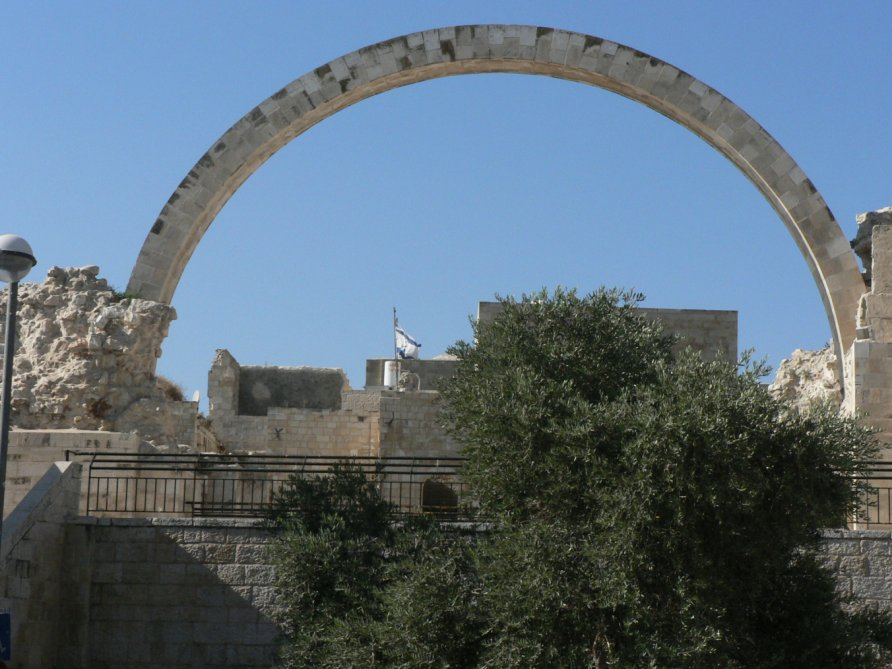
Пам'ятна арка
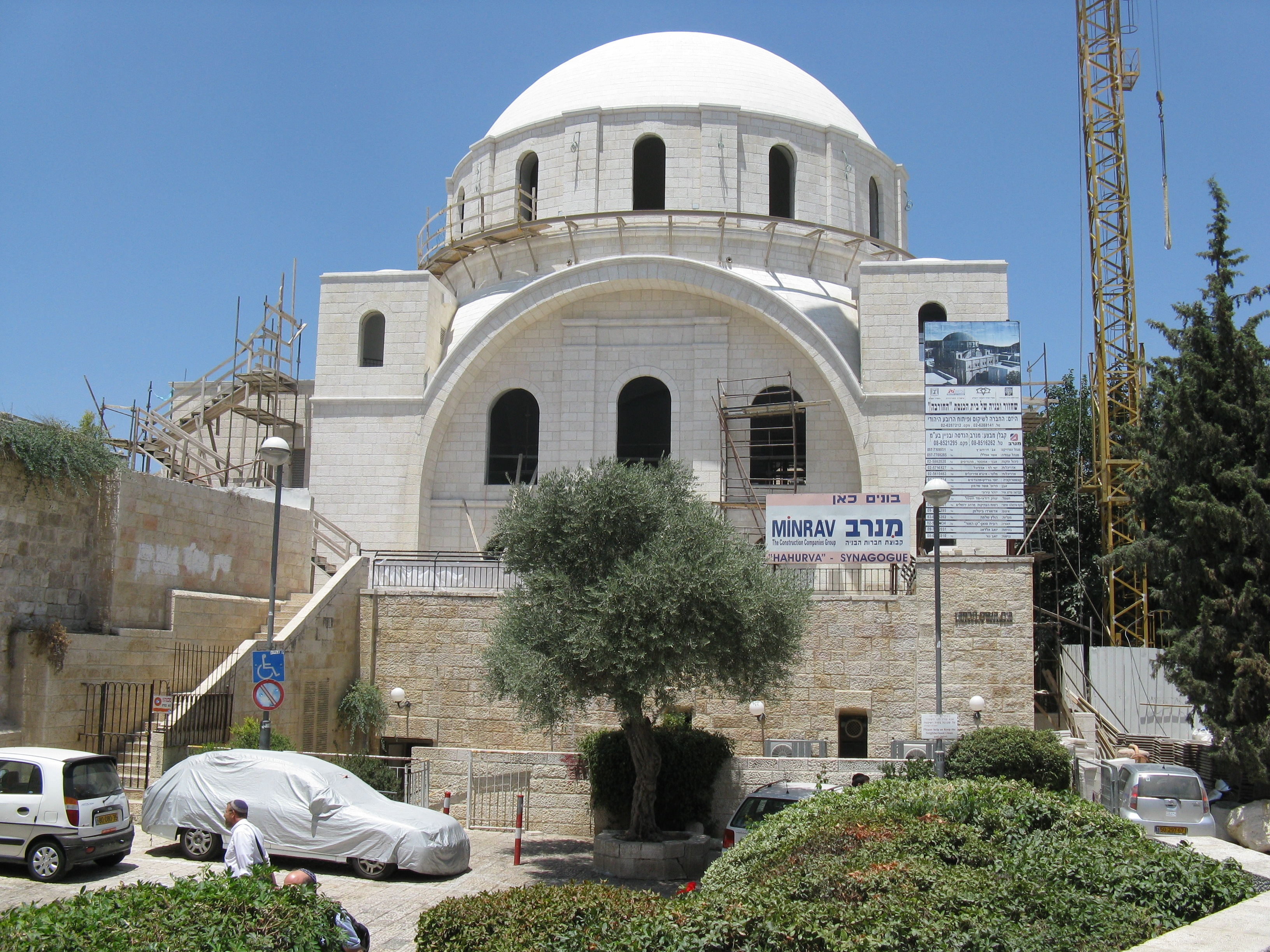
Відбудова синагоги, липень 2009 року
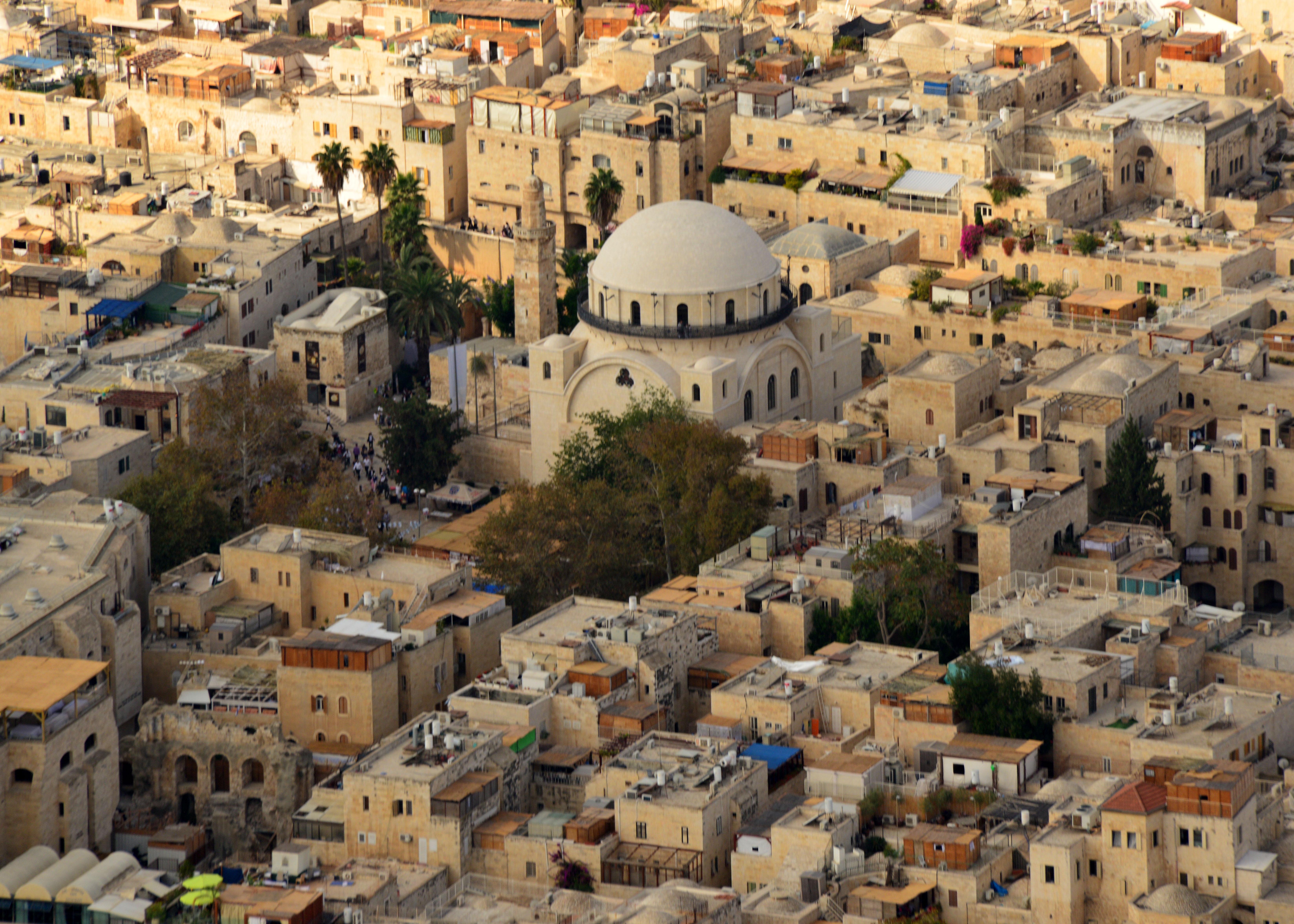
Сучасний вигляд
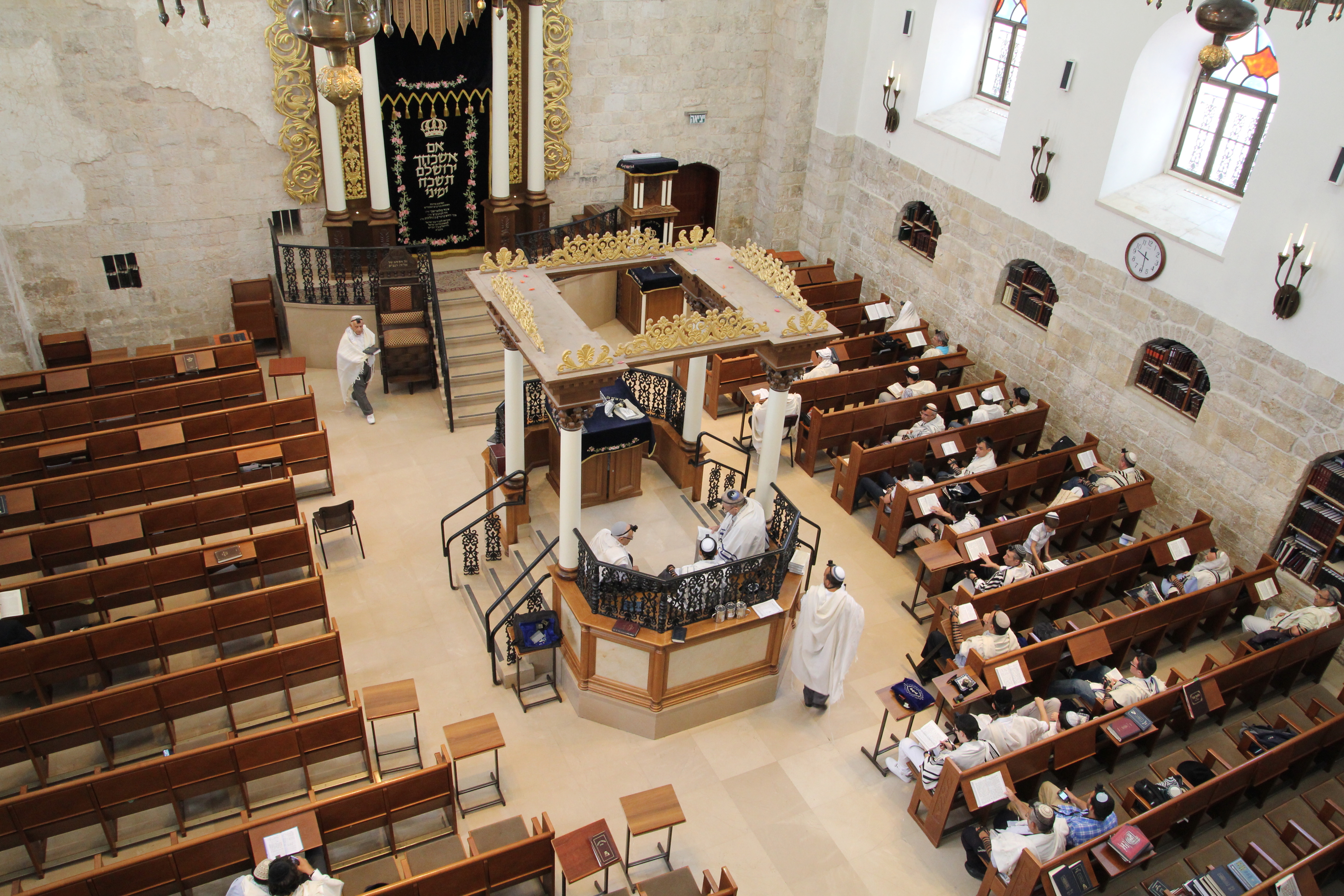
Інтер'єр
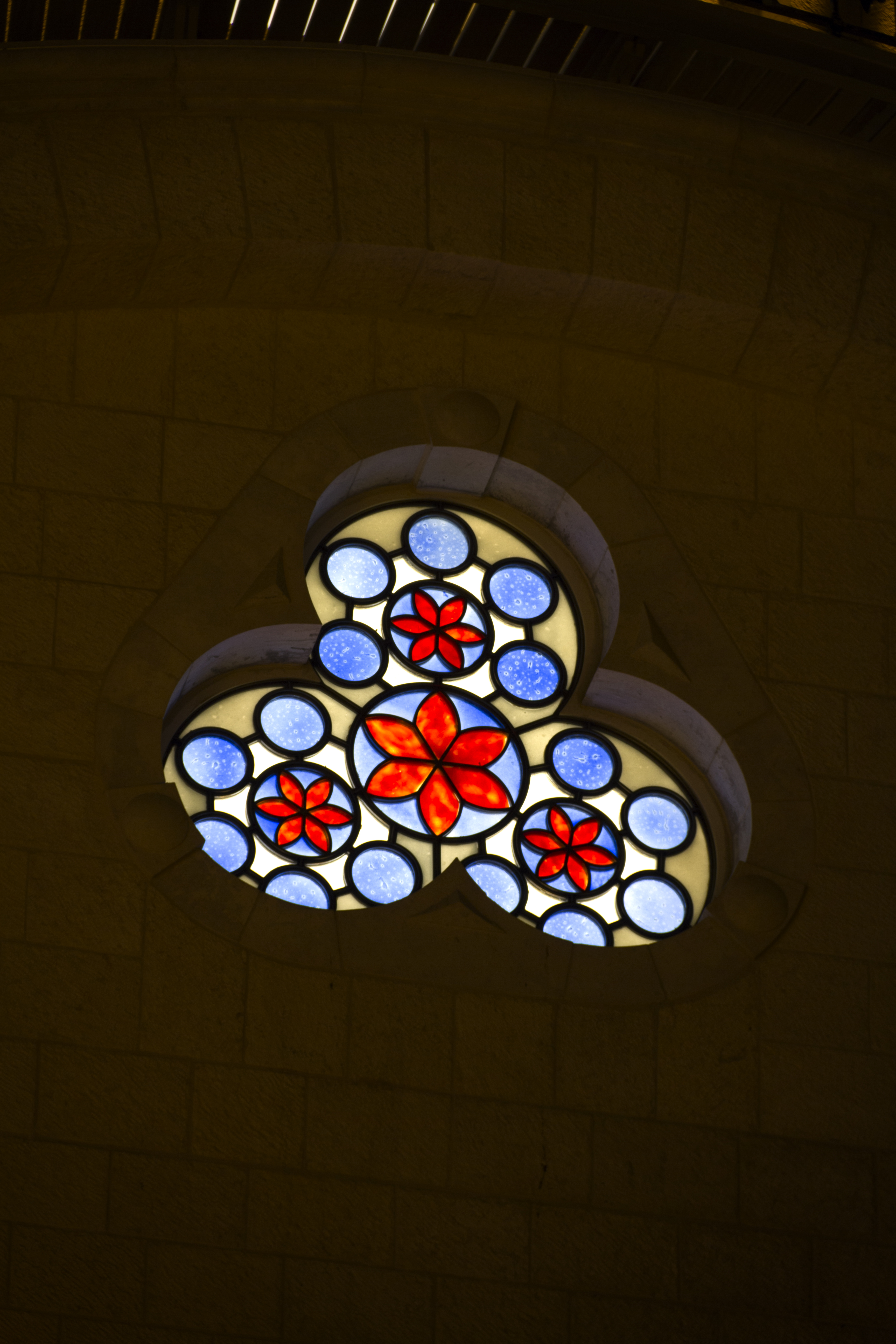
Вітраж
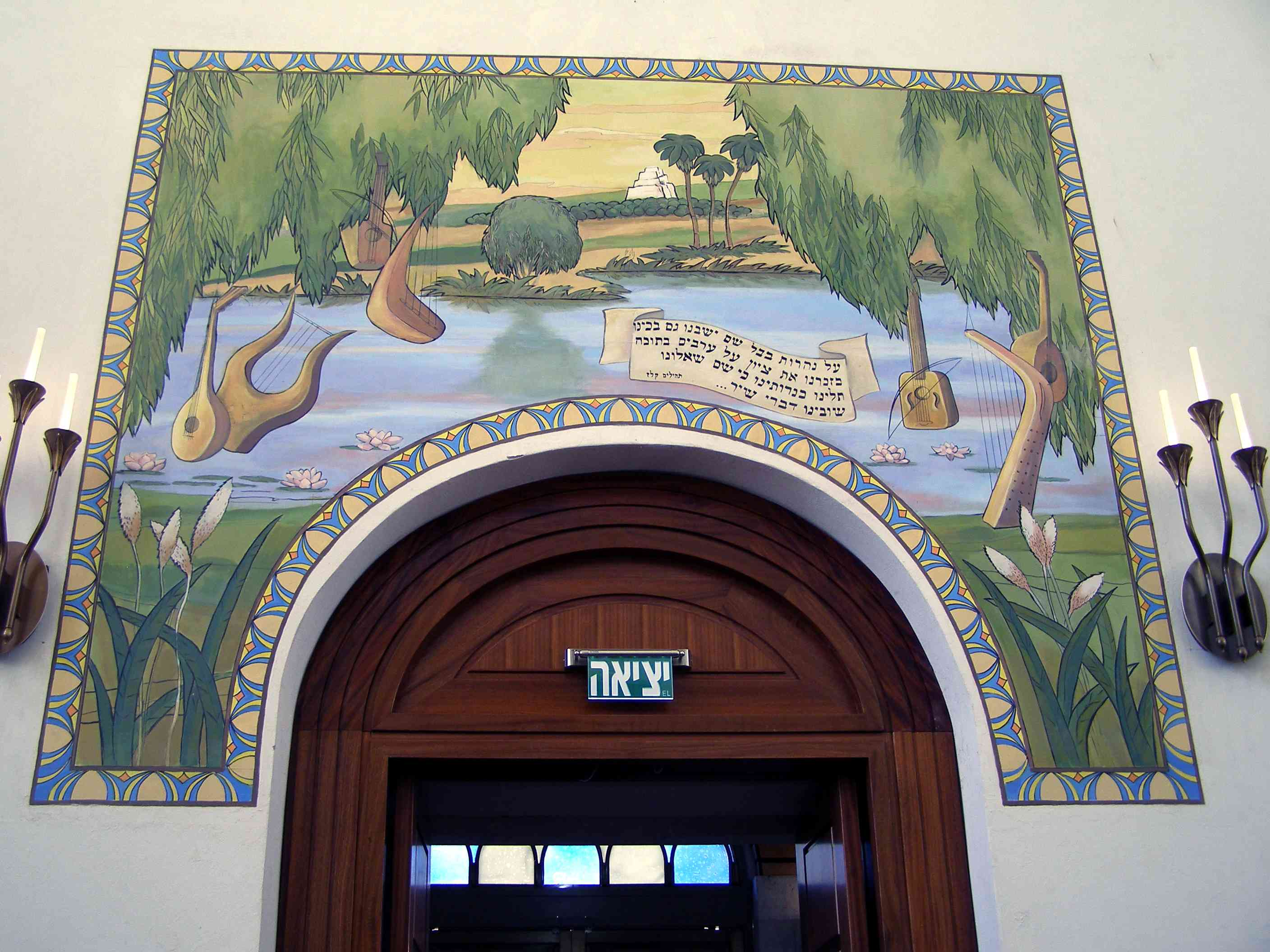
Фреска із зображенням музичних інструментів, що ширяють над річкою (ілюстрація з Псалма 136 «На Вавилонських ріках»)
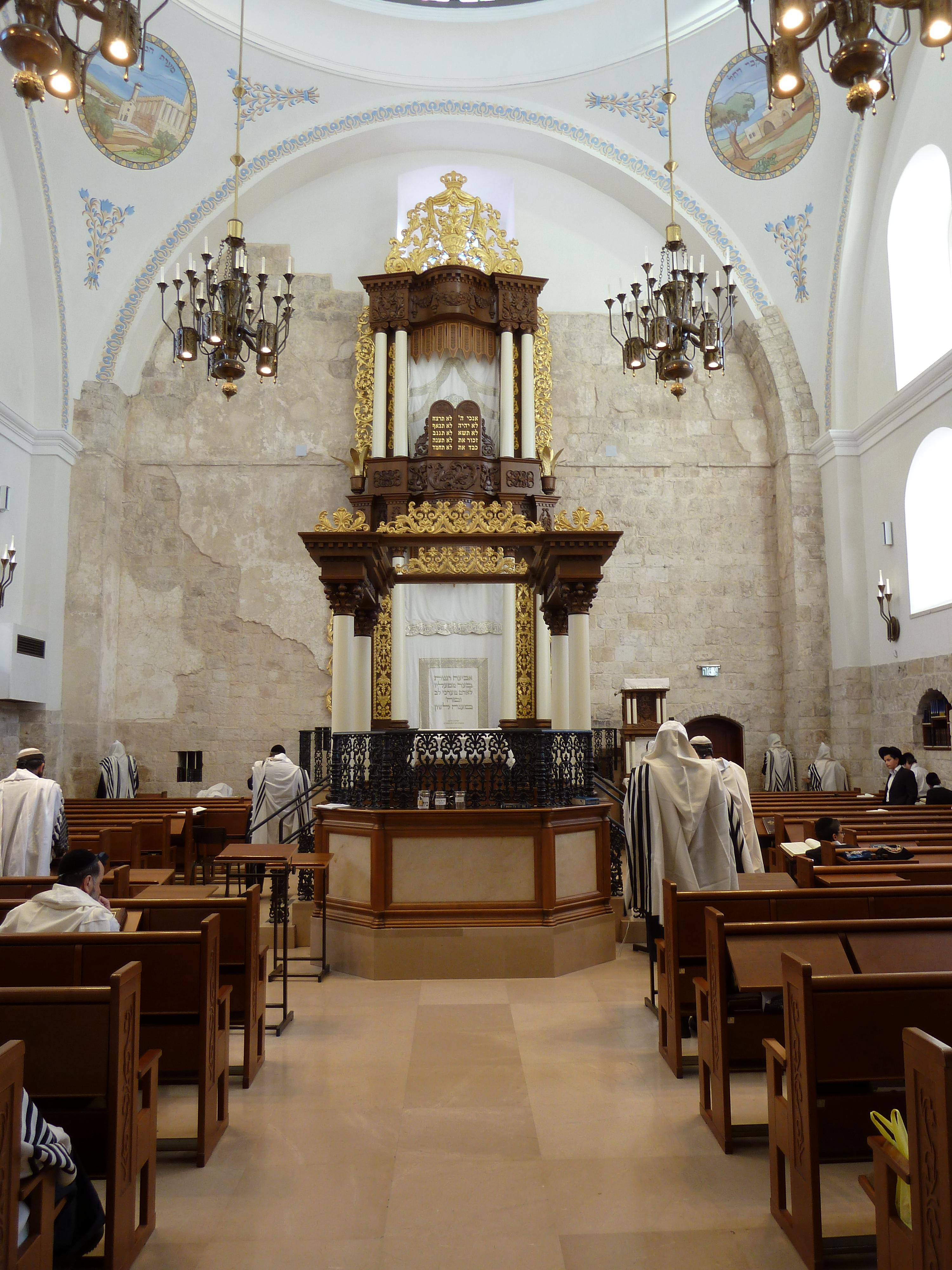
Ранкова молитва
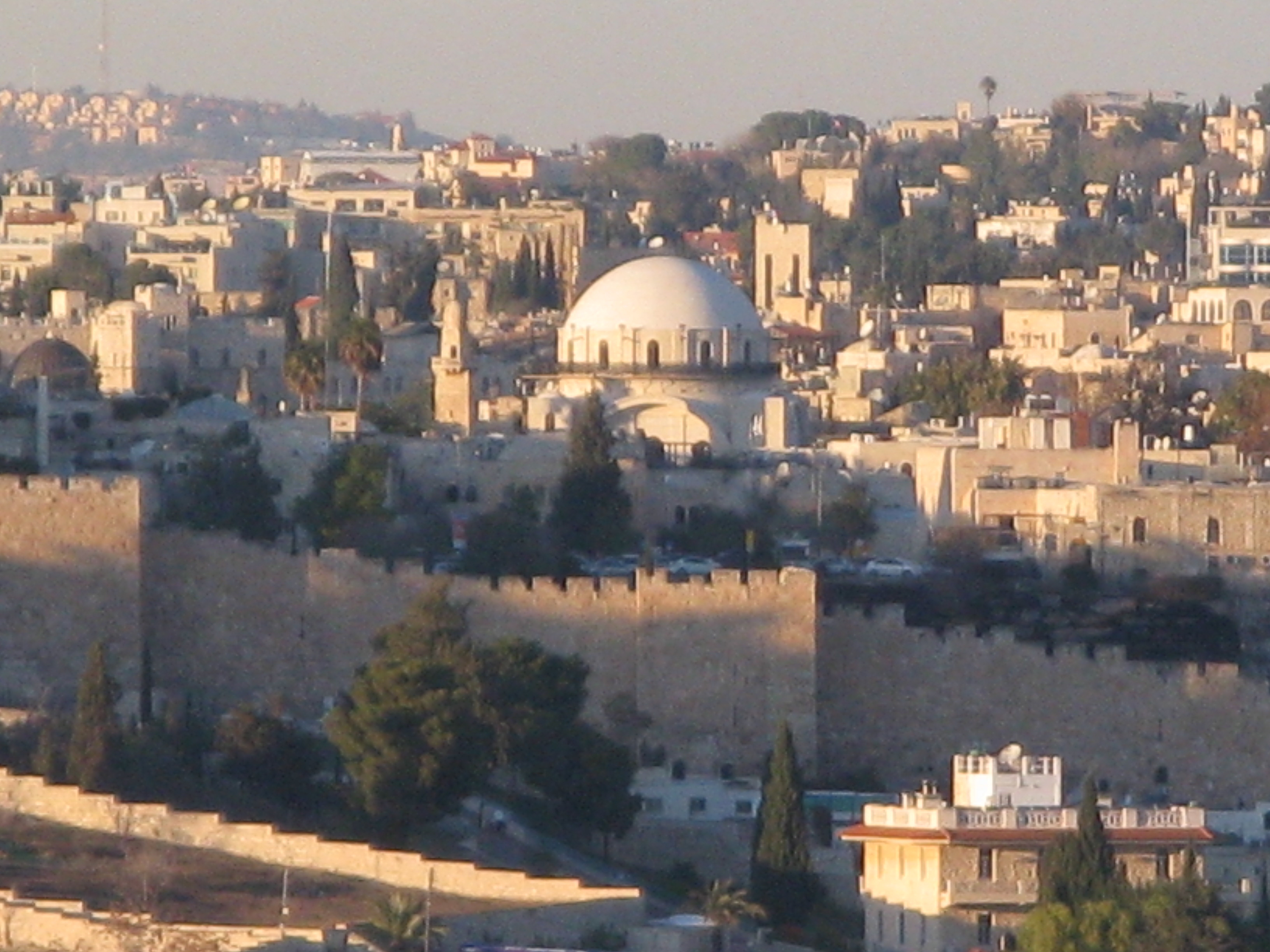
Панорама Єрусалима з синагогою Хурва